# Nopoiulus densepilosus
Nopoiulus densepilosus är en mångfotingart som beskrevs av Henrik Enghoff 1984. Nopoiulus densepilosus ingår i släktet Nopoiulus och familjen pärlbandsfotingar. Inga underarter finns listade i Catalogue of Life.